# Postoliska
Postoliska [pronunciación en polaco: /pɔstɔˈliska/] es un pueblo ubicado en el distrito administrativo de Gmina Tłuszcz, dentro del Condado de Wołomin, Voivodato de Mazovia, en el este de Polonia central. Se encuentra aproximadamente a 3 kilómetros al noreste de Tłuszcz, a 20 kilómetros al noreste de Wołon, y a 41 kilómetros al noreste de Varsovia.
El pueblo tiene una población de 2500 habitantes.